# Joseph Déruaz
Joseph Déruaz, né le 13 mai 1826 à Choulex et mort le 29 septembre 1911 à Fribourg, est un prêtre catholique suisse.

## Biographie
Joseph Déruaz étudie au collège jésuite d'Evian. Il poursuit des études au séminaire de Fribourg et d'Annecy, et est ordonné prêtre en 1850. Il est ensuite curé à Rolle puis à Lausanne. À la suite de la nomination de Gaspard Mermillod comme cardinal en 1890, il est nommé évêque de Lausanne et Genève par le pape Léon XIII, et est consacré par Gaspard Mermillod avec comme co-consécrateurs Domenico Ferrata et Leonhard Haas (de).
Il meurt le 29 novembre 1911.